# Li Cchung
Li Cchung (čínsky pchin-jinem Li Cong, znaky: 李聪, * říjen 1989) je čínský vojenský pilot a kosmonaut, 616. člověk ve vesmíru. Během svého prvního kosmického letu strávil půl roku na Vesmírné stanici Tchien-kung, kam ho v dubnu 2024 dopravila kosmická loď Šen-čou 18.

## Vzdělání a vojenská kariéra
V říjnu 1989 se narodil v čínské vesnici Nan-wang v městské prefektuře Chan-tan, provincie Che-pej. Když mu bylo 5 let, přestěhovala se jeho rodina do centra těžební oblasti Fengfeng, kde dokončil základní školu. V Chan-tanu, kam se rodina přestěhovala kvůli vzdělání dětí, pak chodil do střední školy zapojené do náboru budoucích pilotů a v posledním ročníku se do náboru přihlásil. V září 2009 nastoupil na univerzitu letectva Čínské lidové osvobozenecké armády.
V letectvu později sloužil jako zástupce kapitána brigády a byl hodnocen jako pilot druhého stupně letectva.

## Kosmonaut
V roce 2018 se zúčastnil výběru čínských kosmonautů a v říjnu 2020 byl vybrán do jejich 3. skupiny třetí a zapojil se do základního výcviku.

### 1. kosmický let
Agentura CMSA zveřejnila 24. dubna 2024 – den před plánovaným startem kosmické lodi Šen-čou 18 – složení její posádky, nominované k půlročnímu pobytu na Vesmírné stanici Tchen-kung (TSS). Vedle Li Cchunga v roli operátora ji tvořili velitel Jie Kuang-fu a systémový operátor Li Kuang-su. Trojice odstartovala 25. dubna 2024 ve 12:59:00 UTC a ke stanici se připojila téhož dne v 19:32 UTC. Když po několika dnech původní posádka odletěla zpět na Zemi, stali se nově příchozí již 7. dlouhodobou posádkou TSS. 
Během mise měli kosmonauti provést asi 90 vědeckých experimentů a výzkumů v oblastech základní fyziky mikrogravitace, vědy o vesmírných materiálech, vesmírné vědy o životě, leteckého lékařství a letecké technologie. V plánu měli také zajišťování údržby stanice včetně 2 výstupů do volného vesmíru. Li se zapojil do druhého z nich, když s velitelem Jie 3. července 2024 od 08:19 do 14:51 UTC instalovali ochranu před vesmírným odpadem na vnější povrch modulu Wen-tchien, aby zabezpečili venkovní kabely, potrubí a další kritické součásti vybavení. Výstup trval 6 hodin a 32 minut.
Na Zemi se s oběma kolegy vrátila 3. listopadu 2024, když dosedli se svou lodí v přistávací oblasti Dongfeng v čínské provincii Vnitřní Mongolsko.